# Saint-Julien, Hérault
Saint-Julien là một xã thuộc tỉnh Hérault trong vùng Occitanie phía nam nước Pháp.